# Даниъл Стърн (психоаналитик)
Вижте пояснителната страница за други личности с името Даниъл Стърн.
Даниъл Стърн (на английски: Daniel N. Stern) е американски психоаналитичен теоретик, специализиращ в детското развитие. Автор е на книги по тематиката, от която най-известна е „Вътрешноличностния свят на детето“ (1985).

## Биография
Роден е на 16 август 1934 година в Ню Йорк, САЩ. Започва обучението си в Харвардския университет през 1956 г. Продължава образованието си с медицина, след което работи в това поле няколко години. През 1964 г. Стърн решава да специализира психиатрия и от 1972 започва психоаналитичното си обучение в Центъра за психоаналитично обучение и изследване към Колумбийският университет.
Умира на 12 ноември 2012 година в Женева на 78-годишна възраст.